# Yliskylä

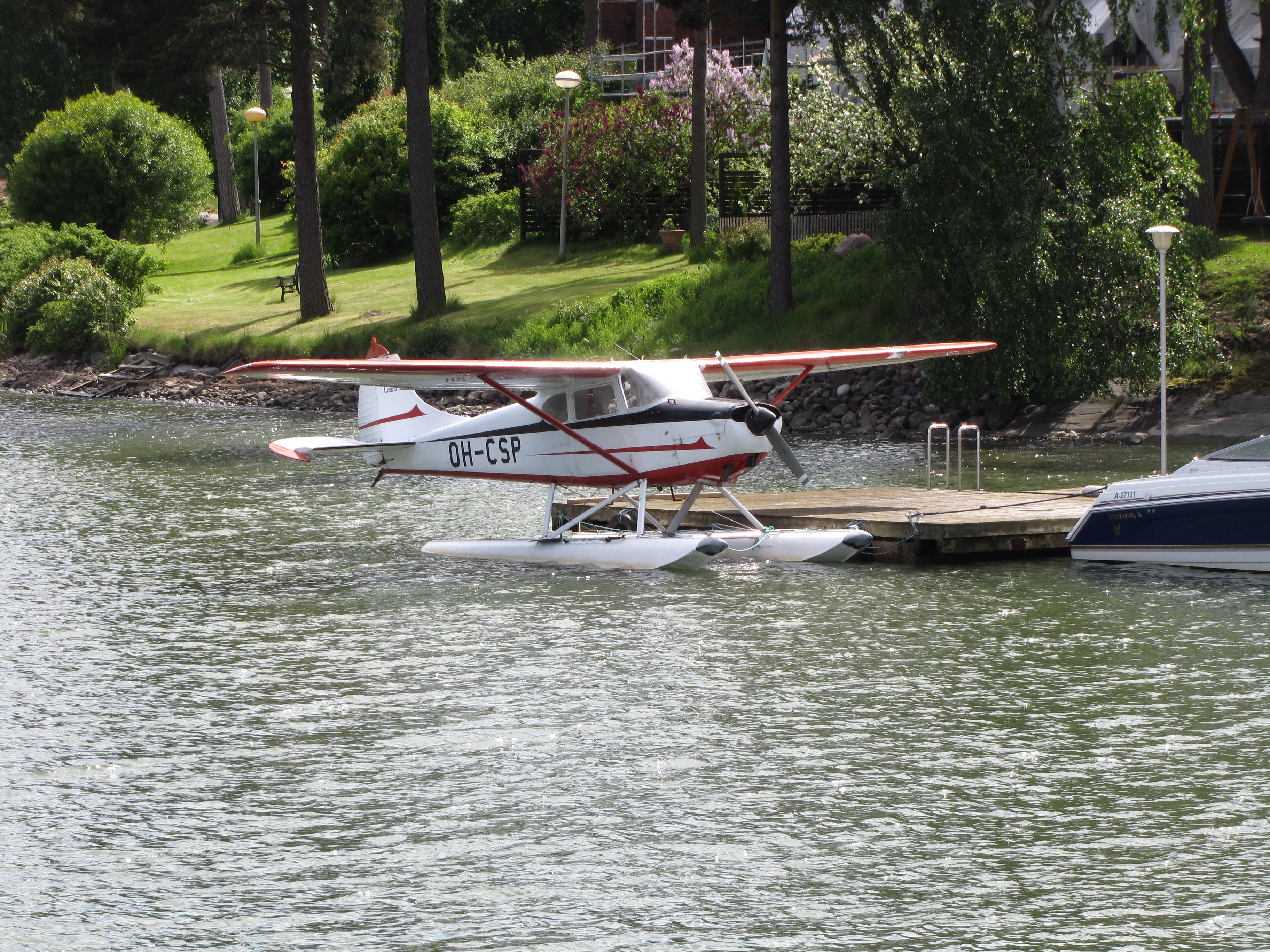
Cessna 170B à Yliskylä.

Yliskylä (en suédois : Uppby) est une section du  quartier de Laajasalo à Helsinki, la capitale de la Finlande. Yliskylä appartient aussi au district de Laajasalo.

## Description
Yliskylä  a une superficie de 3,38 km2, il accueille 10 814 habitants(1/1/2010) et offre 946 emplois (31/12/2008).